# 2010 au Bénin
Cet article présente les faits marquants de l'année 2010 au Bénin.

## Évènements
- Mardi 26 janvier 2010 : le Fonds mondial de lutte contre le sida, la tuberculose et le paludisme accueille à Cotonou, deux de ses prestigieuses ambassadrices, Carla Bruni-Sarkozy, l'épouse du président français, et Melinda Gates, l'épouse de Bill Gates, représentante de la Fondation Bill et Melinda Gates. Le président Yayi Boni a reçu dans la soirée la première Dame de France.

- Dimanche 25 avril 2010 : mort de Jean Bosco Barayagwiza (59 ans), un ancien dirigeant rwandais condamné à 32 ans de prison le 28 novembre 2007 par le Tribunal pénal international pour le Rwanda (TPIR) pour son rôle dans le génocide des Tutsi en 1994. Il était dans un hôpital de la ville de Porto-Novo au Bénin où il purgeait sa peine depuis le 27 juin 2009, en vertu d'un accord entre ce pays et les Nations unies. Il fut aussi l'un des principaux animateurs du "Comité d’initiative" qui pilota la création de la Radio Télévision libre des Mille collines (RTLM) connue pour ses appels aux massacres de Tutsi en 1994[1].

- Dimanche 1er août 2010 : fête du cinquantenaire de l'Indépendance[2].

- Mardi 3 août 2010 : la diffusion des programmes de Radio France internationale a été interrompue pendant 14 heures, pour avoir traité dans ses journaux de la veille la demande de mise en accusation du président Boni Yayi pour « forfaiture et parjure » formulée par une majorité de députés du parlement, dans le cadre d'une affaire de sociétés illégales de placement d'argent.

- 17 août 2010 : disparition de Pierre Urbain Dangnivo, fonctionnaire du ministère des Finances membre de l'opposition ; des manifestations éclatent[3].

- Mercredi 20 octobre 2010 : les inondations de 2010 sont dues aux pluies diluviennes de ces derniers mois ont fait 43 morts et quelque 360 000 sinistrés, 680 000 personnes  sont affectées[4] dont 200 000 ayants besoin d'abris[5],[6].